# Mantispa strigipes
Mantispa strigipes is een insect uit de familie van de Mantispidae, die tot de orde netvleugeligen (Neuroptera) behoort. 
Mantispa strigipes is voor het eerst wetenschappelijk beschreven door Westwood in 1852.